# Peristediidae
Peristediidae là danh pháp khoa học của một họ cá biển, theo truyền thống xếp trong bộ Cá mù làn (Scorpaeniformes), nhưng gần đây được một số tác giả xếp trong bộ Cá vược (Perciformes) nghĩa mới.
Các loài trong họ này được tìm thấy trong các vùng nước sâu trên khắp thế giới, với phần lớn các loài sinh sống trong khu vực nhiệt đới. Chúng có quan hệ họ hàng gần với họ Triglidae, và một số tác giả phân loại chúng trong họ này, nhưng chúng được bao bọc trong các tấm bao gồm lớp vảy nặng nề với các gai rõ nét. Chúng có râu rõ nét và phức tạp.

## Phân loại
Hiện tại người ta ghi nhận 44 loài trong 6 chi. Phần lớn các loài có kích thước nhỏ, với Peristedion imberbe chỉ dài 7 cm và loài dài nhất Satyrichthys welchi có tổng chiều dài 50 cm.
- Gargariscus: 1 loài (Gargariscus prionocephalus).
- Heminodus: 1 loài (Heminodus philippinus).
- Paraheminodus: 4 loài.
- Peristedion: 23 loài.
- Satyrichthys: 7 loài.
- Scalicus: 8 loài.

## Tại Việt Nam
Tại vùng biển Việt Nam đã ghi nhận 1 loài (Satyrichthys rieffeli) với tên gọi cá chào mào gai hoặc cá chai đỏ chấm hoặc cá chai râu vàng, mặc dù có thể có nhiều loài hơn.